# 洛曾冰原島峰

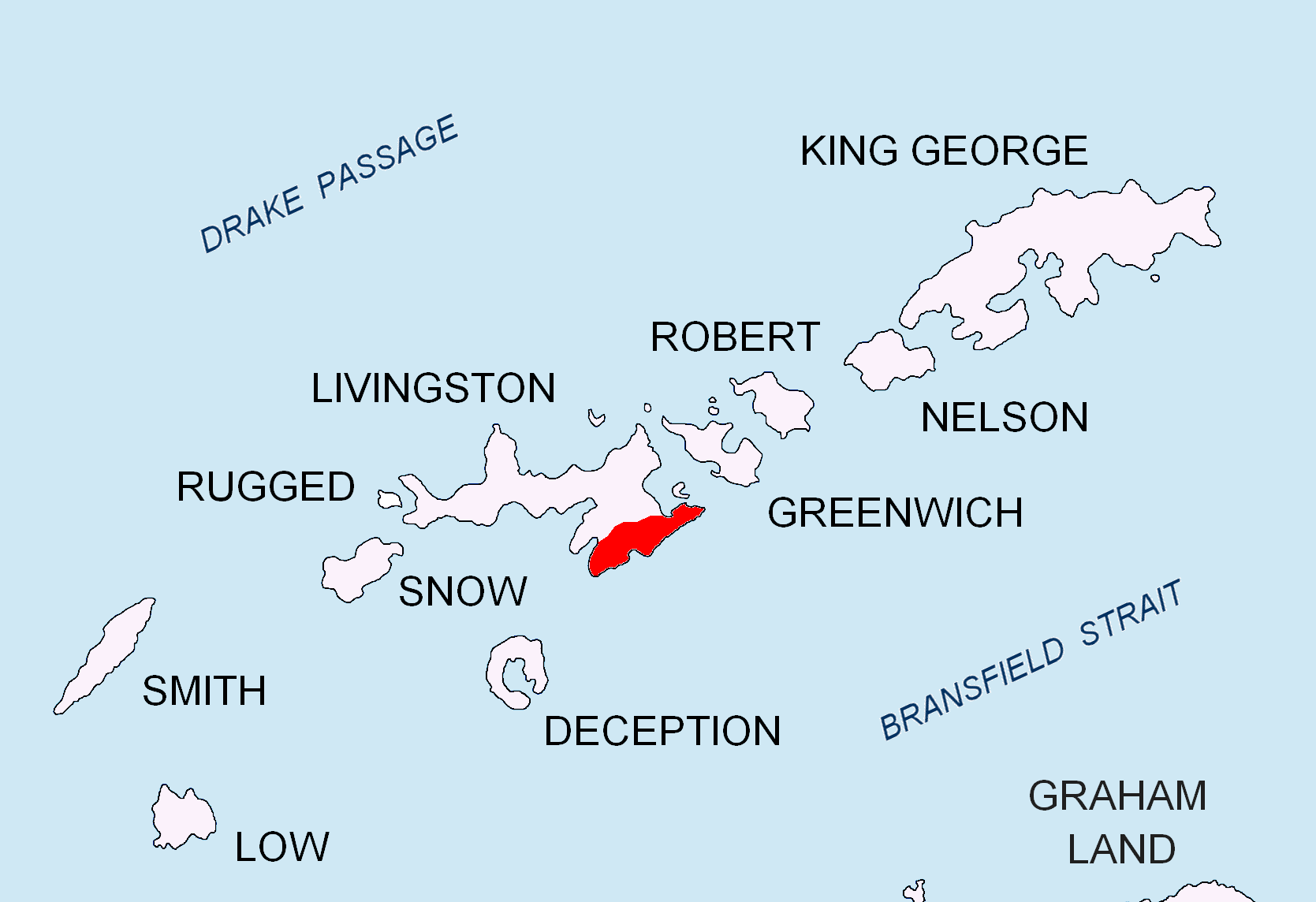

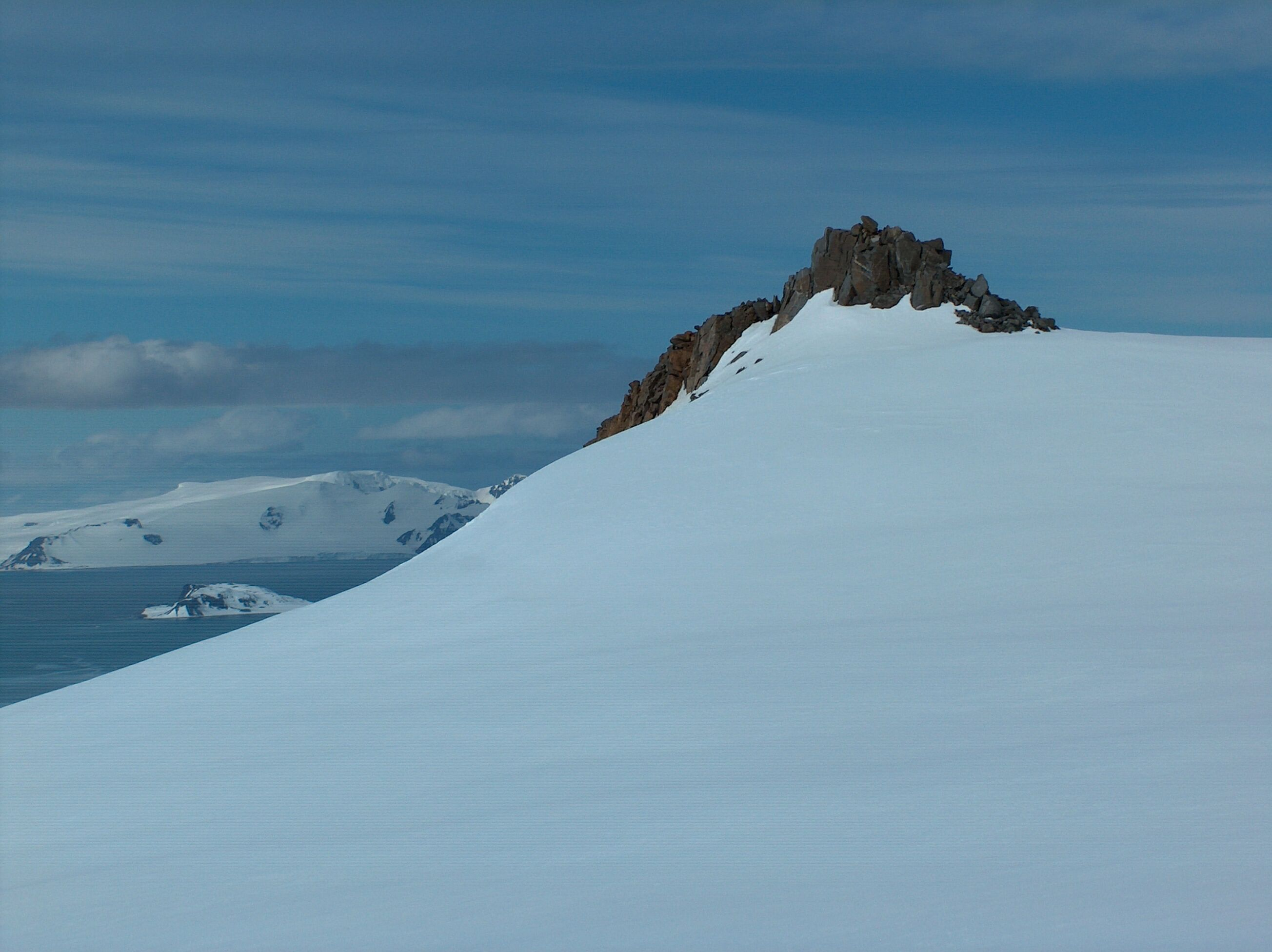

洛曾冰原島峰是南極洲的冰原島峰，位於南設得蘭群島的利文斯頓島，處於庫茲馬海穹東南面1.55公里、拉夫達峰西北面1.14公里和佐格拉夫峰東北面0.91公里。
62°38′41.9″S 60°08′18.5″W / 62.644972°S 60.138472°W

## 外部連結
- SCAR Composite Antarctic Gazetteer（页面存档备份，存于）.